# Mercado Livre de Energia
O Mercado Livre de Energia, também conhecido como Ambiente de Contratação Livre (ACL), é um segmento do mercado de energia elétrica onde consumidores podem negociar diretamente com geradores ou comercializadores, definindo condições como preço, volume, prazo e fontes de energia. Diferentemente do Ambiente de Contratação Regulada (ACR), onde os consumidores compram energia de distribuidoras locais a tarifas reguladas pela Agência Nacional de Energia Elétrica (ANEEL), o ACL oferece maior flexibilidade e potencial de economia.

## Introdução
O Mercado Livre de Energia permite que consumidores elegíveis escolham seus fornecedores de energia elétrica, negociando contratos bilaterais com condições personalizadas. No ACL, os consumidores pagam duas faturas: uma para o serviço de distribuição (tarifa regulada) e outra para a energia adquirida (preço negociado). Este modelo contrasta com o ACR, onde os consumidores cativos pagam uma única fatura com tarifas fixadas pela ANEEL, sem possibilidade de negociação. O ACL opera dentro do Sistema Interligado Nacional (SIN), que integra cerca de 98% da demanda elétrica do Brasil, sob a coordenação do Operador Nacional do Sistema Elétrico (ONS) e administração da Câmara de Comercialização de Energia Elétrica (CCEE).

## História e Marco Regulatório
O setor elétrico brasileiro passou por diversas transformações desde o final do século XIX. Até 1930, o mercado era dominado por empresas privadas estrangeiras, como Light e Amforp, com crescimento de 61.709,52% na capacidade instalada. Entre 1931 e 1945, o Estado começou a intervir, criando a Comissão Nacional de Energia Elétrica (Cnaee) e a Companhia Hidro Elétrica do São Francisco (Chesf). De 1946 a 1962, a criação da Eletrobrás marcou o papel indutor do Estado, com crescimento de 326,90% na capacidade. Entre 1963 e 1979, o modelo estatal consolidou-se com a nacionalização de empresas estrangeiras e grandes projetos como Itaipu. A crise institucional dos anos 1980, agravada por dívidas e choques econômicos, levou a reformas liberalizantes na década de 1990, com a criação da ANEEL em 1996 e privatizações.
A crise energética de 2001, marcada por racionamento devido à falta de investimentos e planejamento, revelou deficiências no modelo de mercado da época. Em resposta, a reforma de 2004, instituída pela Lei nº 10.848/2004 e regulamentada pelo Decreto nº 5.163/2004, reestruturou o setor, criando o ACR e o ACL. O objetivo foi aumentar a segurança do suprimento, promover competição na geração e moderar tarifas. A ANEEL regula o setor, estabelecendo normas como a Resolução Normativa nº 1.009/2022, enquanto a CCEE, criada em 2004, gerencia a comercialização de energia.

## Funcionamento do Sistema
No ACL, os consumidores negociam contratos bilaterais com geradores ou comercializadores, que são registrados na CCEE. A CCEE é responsável pela contabilização, liquidação financeira e administração do mercado de curto prazo (MCP), onde diferenças entre energia contratada e consumida/gerada são liquidadas pelo Preço de Liquidação de Diferenças (PLD). O Mecanismo de Compensação de Sobras e Déficits (MCSD) permite ajustes de excedentes e déficits contratuais. O ONS coordena a operação do SIN, garantindo o equilíbrio entre oferta e demanda.
Os contratos no ACL podem ser de curto, médio ou longo prazo, com flexibilidade para definir preços, volumes e fontes de energia (convencional ou incentivada). A liquidação financeira ocorre mensalmente, com a CCEE apurando os valores devidos com base nos contratos e no MCP.

### Tipos de Consumidores
Os consumidores no ACL são classificados em:
- Consumidores Livres: Empresas com alta demanda (historicamente ≥ 3 MW, reduzida para ≥ 500 kW a partir de 2020), que podem comprar energia de qualquer fonte.

- Consumidores Especiais: Consumidores com demanda entre 500 kW e 3 MW, que adquirem energia apenas de fontes incentivadas (renováveis, como PCHs, eólicas, solares ou biomassa), beneficiando-se de descontos na Tarifa de Uso do Sistema de Distribuição (TUSD).
- Consumidores Varejistas: Introduzidos pela Portaria Normativa nº 50/2022, permitem que consumidores do Grupo A (alta e média tensão) com demanda inferior a 500 kW participem do ACL por meio de agentes varejistas, que gerenciam contratos e riscos financeiros.

A partir de 1º de janeiro de 2024, todos os consumidores do Grupo A podem migrar para o ACL, com aqueles acima de 500 kW podendo optar por serem agentes diretos na CCEE ou representados por varejistas, enquanto os abaixo de 500 kW devem ser representados por varejistas.
| Categoria               | Demanda       | Fonte de Energia | Representação na CCEE |
| ----------------------- | ------------- | ---------------- | --------------------- |
| Consumidores Livres     | ≥ 500 kW      | Qualquer         | Direta ou varejista   |
| Consumidores Especiais  | 500 kW a 3 MW | Incentivada      | Direta ou varejista   |
| Consumidores Varejistas | < 500 kW      | Qualquer         | Via agente varejista  |

## Vantagens e Benefícios
O ACL oferece diversas vantagens, incluindo:
- Flexibilidade: Consumidores podem escolher fornecedores e negociar preços, prazos e volumes.
- Economia: Estudos da Confederação Nacional da Indústria (CNI) e da Associação Brasileira dos Comercializadores de Energia (Abraceel) indicam economias de 15% a 20% nas contas de energia.[10]
- Escolha de Fontes: Possibilidade de optar por energia renovável, promovendo sustentabilidade.[11]
- Previsibilidade: Contratos de longo prazo com preços fixos reduzem a volatilidade de custos.
- Isenção de Bandeiras Tarifárias: Consumidores no ACL não pagam as bandeiras aplicadas no ACR.[12]

## Mercado Atacadista-Varejista
A abertura do ACL para consumidores de média tensão, facilitada pela Portaria nº 50/2022, ampliou o acesso a pequenas e médias empresas. Em 2024, a CCEE registrou 16.000 novas migrações, com 73% sendo pequenas e médias empresas representadas por agentes varejistas. Esses agentes simplificam o processo, gerenciando contratos e riscos financeiros. O ACL representa cerca de 37% do consumo total de energia no Brasil, com expectativa de crescimento até 60% até 2030, segundo a consultoria PSR.

## Desafios e Perspectivas
Os desafios do ACL incluem a necessidade de adaptação regulatória contínua, investimentos em infraestrutura para suportar a expansão e a garantia de transparência e competitividade. A transição para novas regras, como a modernização dos processos da CCEE com uso de APIs, pode enfrentar um "período de sombra" durante a implementação. Perspectivas futuras incluem a abertura total do mercado, potencialmente incluindo consumidores residenciais até 2028, e maior integração de fontes renováveis, alinhando-se à transição energética global.

## Comparação Internacional
O Brasil possui um modelo híbrido com ACR e ACL, diferentemente de mercados totalmente liberalizados, como na União Europeia, onde todos os consumidores, incluindo residenciais, têm liberdade de escolha desde 2007. Nos EUA, 65% dos consumidores são livres em estados como Texas, onde 90% do mercado é liberalizado. O ACL brasileiro, com 37% do consumo nacional, é menor que em países como Portugal (93,5% livres em 2021), mas está em crescimento, impulsionado por reformas como a Portaria nº 50/2022.
| País/Região      | Participação do Mercado Livre | Características                                 |
| ---------------- | ----------------------------- | ----------------------------------------------- |
| Brasil           | 37% (2024)                    | Híbrido (ACR e ACL), abertura gradual           |
| EUA (Texas)      | 90%                           | Totalmente liberalizado, >109 varejistas        |
| Portugal (Mibel) | 93,5% (2021)                  | Mercado spot, contratos bilaterais              |
| UE               | 100% (2007)                   | Totalmente liberalizado, incluindo residenciais |